# 底特律-溫莎隧道
底特律-溫莎隧道（英語：Detroit–Windsor Tunnel）是一條連接美國與加拿大的跨國隧道，穿越底特律河連接北端美國密芝根州底特律和南端加拿大安大略省溫莎，由底特律市政府和溫莎市政府共同擁有，營運商則為美國道路公司（American Roads）旗下的底特律-溫莎隧道有限公司。
隧道共有兩條行車線，來回方向各一條。現時隧道每天汽車流量達12,000架次，年度汽車流量則達9百萬架次，當中95%為私家車，餘下5%則為貨車，為美加邊境上第二繁忙的邊檢口岸，僅次於鄰近的大使橋，構成底特律-溫莎地區交通網絡的重要一環。此隧道也是全球唯一一條水底跨國行車隧道。
隧道的底特律入口位於傑佛遜大道（Jefferson Avenue）和蘭多夫街（Randolph Street）交界處的西南角，溫莎入口則位於懷恩多特街（Wyandotte Street）和戈尤街（Goyeau Street）交界處的西北角。溫莎交通局營運巴士線經此隧道來往兩市的市中心。

## 歷史

### 背景
底特律和溫莎兩地經貿往來頻繁，在任何橋隧落成前兩地僅靠渡輪聯繫。底特律河冬季時有浮冰，阻礙渡輪通航，因此當地在1860年代已出現興建橋隧連接兩市的構想，並獲鐵路公司大力支持。船運公司卻有恐其生意會被橋隧奪去，因而反對任何橋隧項目。
1871年，鐵路公司終獲兩地政府許可興建河底跨國隧道連接底特律和溫莎。然而工程展開後不久，工人進行挖掘時釋出含硫氣體，導致兩名工人死亡和多人不適。事後工人拒絕繼續工作，項目遂告終止。1879年，另一項隧道工程在底特律河的下游展開，但當地石層以石灰石為主，增加挖掘難度並令項目成本激增，此項目亦因此被放棄。
大主幹鐵路隧道（Grand Trunk Railway Tunnel）於1891年開通，成為首條連接密芝根州和安大略省的河底隧道，但地點不在底特律和溫莎，而是位於休倫港和薩尼亞市之間。底特律和溫莎的商人有恐當地物流業會改到休倫港和薩尼亞營運，因此積極游說兩地居民支持在當地興建隧道。連接兩地的密芝根中央鐵路隧道（Michigan Central Railway Tunnel）終在1906年動工，並於1910年完成。兩地的鐵路雖然連接起來，但隨著汽車業於20世紀漸趨興旺，在當地興建一條行車隧道的呼聲亦漸高。

### 工程
1919年，溫莎市長溫特（Edward Blake Winter）向底特律市官員提出興建行車隧道連接兩地，並以此紀念兩國在第一次世界大戰中陣亡的軍人。項目獲底特律市長科森斯（James Couzens）認同後，溫特向加拿大聯邦政府尋求撥款，但當時聯邦政府財政拮据，項目因此未獲注資。
1926年，紐約的帕森斯、克拉普、布林克霍夫及道格拉斯建築事務所（Parsons, Klapp, Brinkerhoff and Douglas）評定底特律-溫莎隧道項目不單可行，而且還有利可圖。一班底特律銀行家遂同意為項目注資，前提為該建築事務所負責隧道的設計工序和擔保隧道的建造開支。底特律加拿大隧道公司（Detroit Canada Tunnel Corporation）隨之成立，並與底特律和溫莎兩市政府達成協議，同意在隧道營運滿60年後將其業權轉交兩市政府，以換取兩市容許其在市内公共通道之下進行工程。
隧道於1928年夏季動工，工程涵蓋三種隧道建造方法。隧道在河底的部分以沉管方式建造，由九條鋼製圓管組成。沉管和隧道兩端入口之間以潛盾機挖掘，而兩端入口一帶則採用明挖回填法，以便工人安放潛盾。隧道耗資2500萬美元興建，工程歷時26個月，較原定時間早近一年完成。隧道開幕儀式於1930年11月1日舉行，美國總統胡佛從白宮扭轉一條金色鑰匙，底特律和溫莎兩岸的鐘聲隨之響起，標誌隧道開通；隧道則在同月3日開放給普通車輛行駛。底特律-溫莎隧道成為繼連接紐約州曼克頓和新澤西州澤西市的荷蘭隧道，以及連接加州奧克蘭和阿拉米達的波西隧道（George A. Posey Tunnel）後，美國的第三條水底行車隧道。

### 通車至今

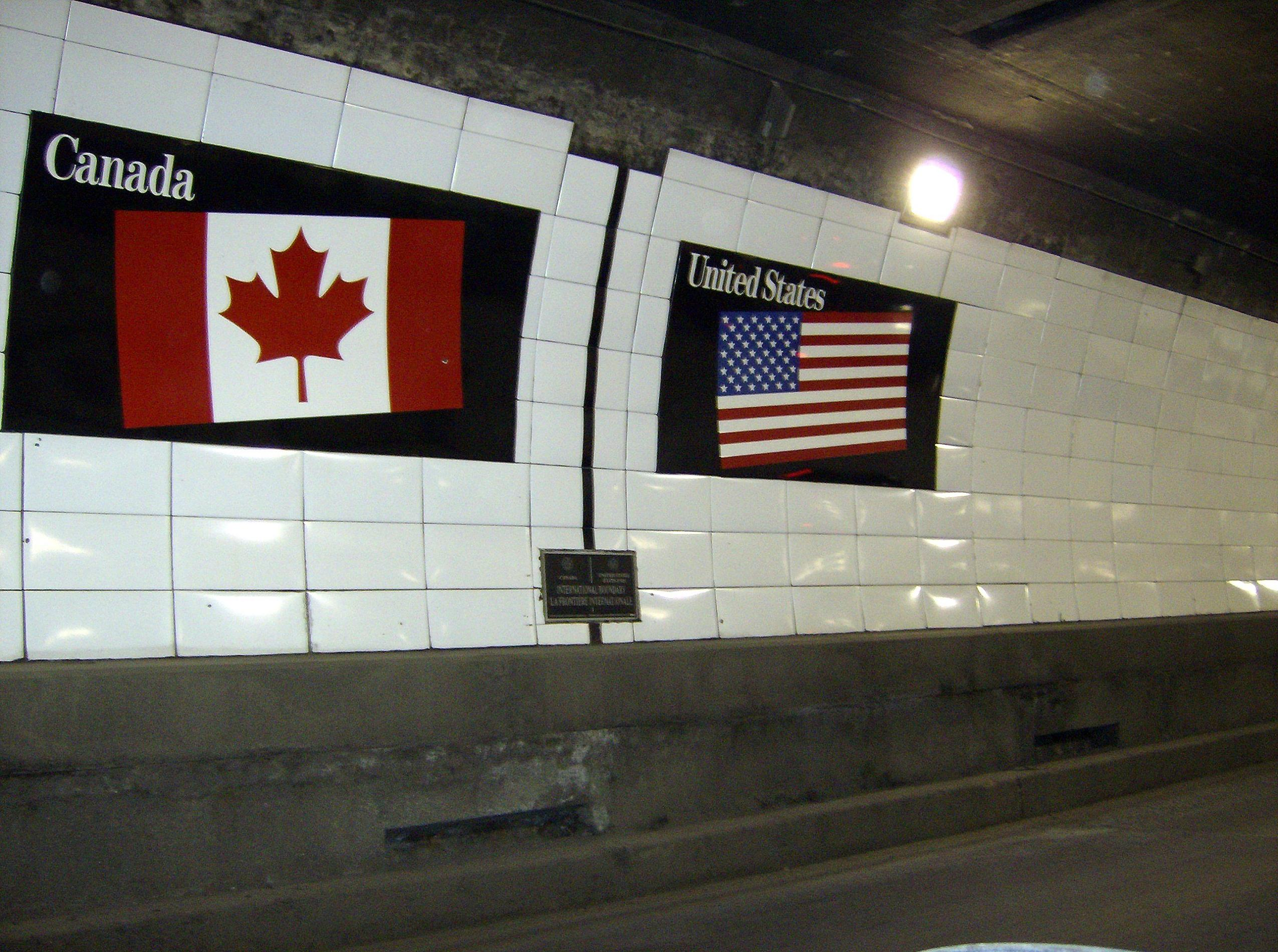
隧道内的美加邊界

隧道通車後首九個星期的車流合計接近20萬架次。然而當時正值經濟大蕭條，底特律河兩岸的工業受到重創，因此隧道在1930年代的交通流量偏低，待連接兩地的渡輪服務於1940年代中停航後，隧道車流才開始出現增長。
隧道原有的路面於1976年移除，並由較薄的新路面取代，隧道内淨空因此增加約15（5.9英寸），以容許車身較高的貨車行駛。
1980年代中，隧道的60年營運權將近屆滿，溫莎市政府遂開始探討接管隧道於加拿大境内路段的法律事宜。然而，底特律加拿大隧道公司卻指兩市政府和隧道公司當初根本沒有權力在協議中加入業權轉換的條款，原有協議因此不具法律效力。此外，隧道公司亦認為隧道由單一機構營運的安排較由兩市政府共管為佳。溫莎市政府和隧道公司遂於1980年代末對薄公堂，加拿大最高法院最終裁定溫莎市政府勝訴。
美國道路公司於2006年購入隧道營運商底特律-溫莎隧道有限公司。底特律地區近年經濟不景，影響隧道收入，加上美國道路公司旗下其他收費道路的收入亦較預期差，導致該公司於2013年7月申請第11章破產保護。另一方面，底特律市政府於同月申請破產保護後，溫莎市長法蘭西斯（Eddie Francis）表示底特律市政府若放售隧道於美國境内路段的話，溫莎市政府會在維護公眾利益的前提下考慮是否購入該段隧道。

## 外部連結
- （英文）底特律-溫莎隧道網站 （页面存档备份，存于）
- （英文）Windsor Detroit Borderlink Limited (Windsor Plaza)(加拿大方隧道網站)
- （英文）溫莎交通局網站 底特律隧道巴士頁面

42°19′28.21″N 83°2′24.19″W / 42.3245028°N 83.0400528°W